# Primetime Emmy-díj a legjobb vendégszínésznőnek (vígjátéksorozat)
A legjobb vendégszínésznőnek (vígjátéksorozat) járó Primetime Emmy-díjat az 1975-ben megtartott 27. Primetime Emmy-gála óta adják át. 1989 előtt legjobb vendégelőadó (vígjátéksorozat) címen osztották ki, akkor még nemek szerint nem bontották szét a kategóriát.
A 2024-es díjátadón Judith Light (Poker Face) bizonyult a legjobbnak. A legtöbb, három díjat Cloris Leachman vehette át. Tina Fey, Colleen Dewhurst, Kathryn Joosten, Jean Smart, Tracey Ullman, Betty White, és Maya Rudolph két-két alkalommal győzedelmeskedett.

## Győztesek és jelöltek
Győztes színésznő

### 1970-es évek
| Év                                                                                   | Színésznő                                                                            | Színésznő                                                                            | Szerep                                                                               | Cím                                                                                  | Adó                                                                                  |
| Kiemelkedő egyszeri teljesítmény női mellékszereplőtől (vígjáték- vagy drámasorozat) | Kiemelkedő egyszeri teljesítmény női mellékszereplőtől (vígjáték- vagy drámasorozat) | Kiemelkedő egyszeri teljesítmény női mellékszereplőtől (vígjáték- vagy drámasorozat) | Kiemelkedő egyszeri teljesítmény női mellékszereplőtől (vígjáték- vagy drámasorozat) | Kiemelkedő egyszeri teljesítmény női mellékszereplőtől (vígjáték- vagy drámasorozat) | Kiemelkedő egyszeri teljesítmény női mellékszereplőtől (vígjáték- vagy drámasorozat) |
| 1975 (27. gála)                                                                      |                                                                                      |                                                                                      |                                                                                      |                                                                                      |                                                                                      |
| ------------------------------------------------------------------------------------ | ------------------------------------------------------------------------------------ | ------------------------------------------------------------------------------------ | ------------------------------------------------------------------------------------ | ------------------------------------------------------------------------------------ | ------------------------------------------------------------------------------------ |
| 1975 (27. gála)                                                                      |                                                                                      | Zohra Lampert                                                                        | Marina Sheldon                                                                       | Kojak                                                                                | CBS                                                                                  |
| 1975 (27. gála)                                                                      |                                                                                      | Cloris Leachman                                                                      | Phyllis Lindstrom                                                                    | The Mary Tyler Moore Show                                                            | CBS                                                                                  |
| 1975 (27. gála)                                                                      | Shelley Winters                                                                      | Thelma                                                                               | McCloud                                                                              | NBC                                                                                  |                                                                                      |
| 1976 (28. gála)                                                                      |                                                                                      |                                                                                      |                                                                                      |                                                                                      |                                                                                      |
| Kiemelkedő női főszereplő egyszeri megjelenése (vígjáték- vagy drámasorozat)         |                                                                                      |                                                                                      |                                                                                      |                                                                                      |                                                                                      |
|                                                                                      | Kathryn Walker                                                                       | Abigail Adams                                                                        | The Adams Chronicles                                                                 | PBS                                                                                  |                                                                                      |
| Helen Hayes                                                                          | Clara nagynéni                                                                       | Hawaii Five-O                                                                        | CBS                                                                                  |                                                                                      |                                                                                      |
| Sheree North                                                                         | June Monica                                                                          | Marcus Welby, M.D.                                                                   | ABC                                                                                  |                                                                                      |                                                                                      |
| Pamela Payton-Wright                                                                 | Louisa Catherine Adams                                                               | The Adams Chronicles                                                                 | PBS                                                                                  |                                                                                      |                                                                                      |
| Martha Raye                                                                          | Agatha                                                                               | McMillan & Wife                                                                      | NBC                                                                                  |                                                                                      |                                                                                      |
| Kiemelkedő egyszeri teljesítmény női mellékszereplőtől (vígjáték- vagy drámasorozat) |                                                                                      |                                                                                      |                                                                                      |                                                                                      |                                                                                      |
|                                                                                      | Fionnula Flanagan                                                                    | Clothilde                                                                            | Gazdag ember, szegény ember (Rich Man, Poor Man)                                     | ABC                                                                                  |                                                                                      |
| Ruth Gordon                                                                          | Carlton anyja                                                                        | Rhoda                                                                                | CBS                                                                                  |                                                                                      |                                                                                      |
| Eileen Heckart                                                                       | Flo Meredith                                                                         | The Mary Tyler Moore Show                                                            | CBS                                                                                  |                                                                                      |                                                                                      |
| Kim Darby                                                                            | Virginia Calderwood                                                                  | Gazdag ember, szegény ember (Rich Man, Poor Man)                                     | ABC                                                                                  |                                                                                      |                                                                                      |
| Kay Lenz                                                                             | Kate Jordache                                                                        | Gazdag ember, szegény ember (Rich Man, Poor Man)                                     | ABC                                                                                  |                                                                                      |                                                                                      |
| 1977 (29. gála)                                                                      |                                                                                      |                                                                                      |                                                                                      |                                                                                      |                                                                                      |
| Kiemelkedő női főszereplő egyszeri megjelenése (vígjáték- vagy drámasorozat)         |                                                                                      |                                                                                      |                                                                                      |                                                                                      |                                                                                      |
|                                                                                      | Beulah Bondi                                                                         | Martha Corinne Walton nagynéni                                                       | The Waltons                                                                          | CBS                                                                                  |                                                                                      |
| Susan Blakely                                                                        | Julie Prescott                                                                       | Rich Man, Poor Man Book II                                                           | ABC                                                                                  |                                                                                      |                                                                                      |
| Madge Sinclair                                                                       | Bell Reynolds                                                                        | Gyökerek (Roots)                                                                     | ABC                                                                                  |                                                                                      |                                                                                      |
| Leslie Uggams                                                                        | Kizzy Reynolds                                                                       | Gyökerek (Roots)                                                                     | ABC                                                                                  |                                                                                      |                                                                                      |
| Jessica Walter                                                                       | Maggie Jarris / Mrs. Reston / Mrs. McCluskey                                         | San Francisco utcáin (The Streets of San Francisco)                                  | ABC                                                                                  |                                                                                      |                                                                                      |
| Kiemelkedő egyszeri teljesítmény női mellékszereplőtől (vígjáték- vagy drámasorozat) |                                                                                      |                                                                                      |                                                                                      |                                                                                      |                                                                                      |
|                                                                                      | Olivia Cole                                                                          | Mathilda                                                                             | Gyökerek (Roots)                                                                     | ABC                                                                                  |                                                                                      |
| Eileen Heckart                                                                       | Flo Meredith                                                                         | The Mary Tyler Moore Show                                                            | CBS                                                                                  |                                                                                      |                                                                                      |
| Sandy Duncan                                                                         | Missy Anne Reynolds                                                                  | Gyökerek (Roots)                                                                     | ABC                                                                                  |                                                                                      |                                                                                      |
| Cicely Tyson                                                                         | Binta                                                                                | Gyökerek (Roots)                                                                     | ABC                                                                                  |                                                                                      |                                                                                      |
| Nancy Walker                                                                         | Ida Morgenstern                                                                      | Rhoda                                                                                | CBS                                                                                  |                                                                                      |                                                                                      |
| 1978 (30. gála)                                                                      |                                                                                      |                                                                                      |                                                                                      |                                                                                      |                                                                                      |
| Kiemelkedő női főszereplő egyszeri megjelenése (vígjáték- vagy drámasorozat)         |                                                                                      |                                                                                      |                                                                                      |                                                                                      |                                                                                      |
|                                                                                      | Rita Moreno                                                                          | Rita Capkovic                                                                        | Rockford nyomoz (The Rockford Files)                                                 | NBC                                                                                  |                                                                                      |
| Patty Duke                                                                           | Leslee Wexler                                                                        | Having Babies                                                                        | ABC                                                                                  |                                                                                      |                                                                                      |
| Kate Jackson                                                                         | Robin                                                                                | James at 15                                                                          | NBC                                                                                  |                                                                                      |                                                                                      |
| Irene Tedrow                                                                         | Miss Jordan                                                                          | James at 15                                                                          | NBC                                                                                  |                                                                                      |                                                                                      |
| Jayne Meadows                                                                        | Florence Nightingale                                                                 | Meeting of Minds                                                                     | PBS                                                                                  |                                                                                      |                                                                                      |
| Kiemelkedő egyszeri teljesítmény női mellékszereplőtől (vígjáték- vagy drámasorozat) |                                                                                      |                                                                                      |                                                                                      |                                                                                      |                                                                                      |
|                                                                                      | Blanche Baker                                                                        | Anna Weiss                                                                           | Holokauszt                                                                           | NBC                                                                                  |                                                                                      |
| Ellen Corby                                                                          | Esther Walton                                                                        | The Waltons                                                                          | CBS                                                                                  |                                                                                      |                                                                                      |
| Jeanette Nolan                                                                       | Granny McWhirter                                                                     | The Awakening Land                                                                   | NBC                                                                                  |                                                                                      |                                                                                      |
| Beulah Quo                                                                           | Ce-hszi kínai császárné                                                              | Meeting of Minds                                                                     | PBS                                                                                  |                                                                                      |                                                                                      |
| Beatrice Straight                                                                    | Alice Dain Leggett                                                                   | The Dain Curse                                                                       | CBS                                                                                  |                                                                                      |                                                                                      |

### 1980-as évek
| Év                                            | Színész(nő)                                | Színész(nő)                                | Szerep                                     | Cím                                        | Adó                                        |                                            |
| Kiemelkedő vendégelőadó vígjátéksorozatban    | Kiemelkedő vendégelőadó vígjátéksorozatban | Kiemelkedő vendégelőadó vígjátéksorozatban | Kiemelkedő vendégelőadó vígjátéksorozatban | Kiemelkedő vendégelőadó vígjátéksorozatban | Kiemelkedő vendégelőadó vígjátéksorozatban | Kiemelkedő vendégelőadó vígjátéksorozatban |
| 1986 (38. gála)                               |                                            |                                            |                                            |                                            |                                            |                                            |
| --------------------------------------------- | ------------------------------------------ | ------------------------------------------ | ------------------------------------------ | ------------------------------------------ | ------------------------------------------ | ------------------------------------------ |
| 1986 (38. gála)                               |                                            | Roscoe Lee Browne                          | Dr. Barnabus Foster                        | Cosby                                      | NBC                                        |                                            |
| 1986 (38. gála)                               | Earle Hyman                                | Russell Huxtable                           | Cosby                                      | NBC                                        |                                            |                                            |
| 1986 (38. gála)                               | Danny Kaye                                 | Dr. Burns                                  | Cosby                                      | NBC                                        |                                            |                                            |
| 1986 (38. gála)                               | Clarice Taylor                             | Anna Huxtable                              | Cosby                                      | NBC                                        |                                            |                                            |
| 1986 (38. gála)                               | Stevie Wonder                              | önmaga                                     | Cosby                                      | NBC                                        |                                            |                                            |
| 1987 (39. gála)                               |                                            |                                            |                                            |                                            |                                            |                                            |
|                                               | John Cleese                                | Dr. Simon Finch-Royce                      | Cheers                                     | NBC                                        |                                            |                                            |
| Art Carney                                    | James "Weasel" Cavanaugh                   | The Cavanaughs                             | CBS                                        |                                            |                                            |                                            |
| Herb Edelman                                  | Stanley Zbornak                            | Öreglányok (The Golden Girls)              | NBC                                        |                                            |                                            |                                            |
| Lois Nettleton                                | Jean                                       | Öreglányok (The Golden Girls)              | NBC                                        |                                            |                                            |                                            |
| Nancy Walker                                  | Angela                                     | Öreglányok (The Golden Girls)              | NBC                                        |                                            |                                            |                                            |
| 1988 (40. gála)                               |                                            |                                            |                                            |                                            |                                            |                                            |
|                                               | Beah Richards                              | Mrs. Varden                                | Frank's Place                              | CBS                                        |                                            |                                            |
| Herb Edelman                                  | Stanley Zbornak                            | Öreglányok (The Golden Girls)              | NBC                                        |                                            |                                            |                                            |
| Geraldine Fitzgerald                          | Anna                                       | Öreglányok (The Golden Girls)              | NBC                                        |                                            |                                            |                                            |
| Eileen Heckart                                | Mrs. Hickson                               | Cosby                                      | NBC                                        |                                            |                                            |                                            |
| Gilda Radner                                  | önmaga                                     | It's Garry Shandling's Show                | Showtime                                   |                                            |                                            |                                            |
| Kiemelkedő vendégszínésznő vígjátéksorozatban |                                            |                                            |                                            |                                            |                                            |                                            |
| 1989 (41. gála)                               |                                            |                                            |                                            |                                            |                                            |                                            |
|                                               | Colleen Dewhurst                           | Avery Brown                                | Murphy Brown                               | CBS                                        |                                            |                                            |
| Eileen Brennan                                | Corine Denby                               | Newhart                                    | CBS                                        |                                            |                                            |                                            |
| Diahann Carroll                               | Marion Gilbert                             | A Different World                          | NBC                                        |                                            |                                            |                                            |
| Doris Roberts                                 | Mrs. Bailey                                | Perfect Strangers                          | ABC                                        |                                            |                                            |                                            |
| Maxine Stuart                                 | Mrs. Carples                               | The Wonder Years                           | ABC                                        |                                            |                                            |                                            |

### 1990-es évek
| Év                 | Színésznő                             | Színésznő                             | Szerep                                | Magyar cím                            | Eredeti cím                           | Adó                                   |
| 1990 (42. gála)    |                                       |                                       |                                       |                                       |                                       |                                       |
| ------------------ | ------------------------------------- | ------------------------------------- | ------------------------------------- | ------------------------------------- | ------------------------------------- | ------------------------------------- |
| 1990 (42. gála)    |                                       | Swoosie Kurtz                         | Laurie                                |                                       | Carol & Company                       | NBC                                   |
| 1990 (42. gála)    | Morgan Fairchild                      | Julia St. Martin                      |                                       | Murphy Brown                          | CBS                                   |                                       |
| 1990 (42. gála)    | Georgia Brown                         | Madame Lazora                         | Cheers                                | Cheers                                | NBC                                   |                                       |
| 1990 (42. gála)    | Alexis Smith                          | Alice Anne Volkman                    | Cheers                                | Cheers                                | NBC                                   |                                       |
| 1990 (42. gála)    | Liz Torres                            | Angie                                 |                                       | The Famous Teddy Z                    | CBS                                   |                                       |
| 1991 (43. gála)    |                                       |                                       |                                       |                                       |                                       |                                       |
|                    | Colleen Dewhurst                      | Avery Brown                           |                                       | Murphy Brown                          | CBS                                   |                                       |
| Whoopi Goldberg    | Jordan professzor                     |                                       | A Different World                     | NBC                                   |                                       |                                       |
| Frances Sternhagen | Esther Clavin                         | Cheers                                | Cheers                                | NBC                                   |                                       |                                       |
| Sada Thompson      | Mama Lozupone                         | Cheers                                | Cheers                                | NBC                                   |                                       |                                       |
| Brenda Vaccaro     | Angela Petrillo                       | Öreglányok                            | The Golden Girls                      | NBC                                   |                                       |                                       |
| 1992 (44. gála)    | Nem osztottak ki díjat a kategóriában | Nem osztottak ki díjat a kategóriában | Nem osztottak ki díjat a kategóriában | Nem osztottak ki díjat a kategóriában | Nem osztottak ki díjat a kategóriában | Nem osztottak ki díjat a kategóriában |
| 1992 (44. gála)    | Tyne Daly                             | Tyne Daly                             | Mimsy Borogroves                      |                                       | Wings                                 | NBC                                   |
| 1992 (44. gála)    | Frances Sternhagen                    | Frances Sternhagen                    | Esther Clavin                         | Cheers                                | Cheers                                | NBC                                   |
| 1993 (45. gála)    |                                       |                                       |                                       |                                       |                                       |                                       |
|                    | Tracey Ullman                         | Dava Levine                           |                                       | Love & War                            | CBS                                   |                                       |
| Carol Burnett      | önmaga                                |                                       | The Larry Sanders Show                | HBO                                   |                                       |                                       |
| Ruby Dee           | Aurelia Danforth                      | Kisvárosi mesék                       | Evening Shade                         | CBS                                   |                                       |                                       |
| Shelley Long       | Diane Chambers                        | Cheers                                | Cheers                                | NBC                                   |                                       |                                       |
| Gwen Verdon        | Kitty                                 |                                       | Dream On                              | HBO                                   |                                       |                                       |
| 1994 (46. gála)    |                                       |                                       |                                       |                                       |                                       |                                       |
|                    | Eileen Heckart                        | Rose Stein                            |                                       | Love & War                            | CBS                                   |                                       |
| Diane Ladd         | Louise Burdett                        |                                       | Grace Under Fire                      | ABC                                   |                                       |                                       |
| Cyndi Lauper       | Marianne Lugasso                      | Megőrülök érted                       | Mad About You                         | NBC                                   |                                       |                                       |
| Marlee Matlin      | Laura                                 | Seinfeld                              | Seinfeld                              | NBC                                   |                                       |                                       |
| Marcia Wallace     | 66-os titkárnő                        |                                       | Murphy Brown                          | CBS                                   |                                       |                                       |
| 1995 (47. gála)    |                                       |                                       |                                       |                                       |                                       |                                       |
|                    | Cyndi Lauper                          | Marianne Lugasso                      | Megőrülök érted                       | Mad About You                         | NBC                                   |                                       |
| Bebe Neuwirth      | Dr. Lilith Sternin                    | Frasier – A dumagép                   | Frasier                               | NBC                                   |                                       |                                       |
| JoBeth Williams    | Madeline                              | Frasier – A dumagép                   | Frasier                               | NBC                                   |                                       |                                       |
| Christina Pickles  | Judy Geller                           | Jóbarátok                             | Friends                               | NBC                                   |                                       |                                       |
| Jean Stapleton     | Vivian nagynéni                       |                                       | Grace Under Fire                      | ABC                                   |                                       |                                       |
| 1996 (48. gála)    |                                       |                                       |                                       |                                       |                                       |                                       |
|                    | Betty White                           | önmaga                                |                                       | The John Larroquette Show             | NBC                                   |                                       |
| Shelley Long       | Diane Chambers                        | Frasier – A dumagép                   | Frasier                               | NBC                                   |                                       |                                       |
| Rosie O’Donnell    | önmaga                                |                                       | The Larry Sanders Show                | HBO                                   |                                       |                                       |
| Marlo Thomas       | Sandra Green                          | Jóbarátok                             | Friends                               | NBC                                   |                                       |                                       |
| Irene Worth        | Mrs. Mellon                           |                                       | Remember WENN                         | AMC                                   |                                       |                                       |
| 1997 (49. gála)    |                                       |                                       |                                       |                                       |                                       |                                       |
|                    | Carol Burnett                         | Theresa Stemple                       | Megőrülök érted                       | Mad About You                         | NBC                                   |                                       |
| Ellen DeGeneres    | önmaga                                |                                       | The Larry Sanders Show                | HBO                                   |                                       |                                       |
| Laura Dern         | Susan Richmond                        |                                       | Ellen                                 | ABC                                   |                                       |                                       |
| Marsha Mason       | Sherry                                | Frasier – A dumagép                   | Frasier                               | NBC                                   |                                       |                                       |
| Betty White        | Midge Haber                           | Szeleburdi Susan                      | Suddenly Susan                        | NBC                                   |                                       |                                       |
| 1998 (50. gála)    |                                       |                                       |                                       |                                       |                                       |                                       |
|                    | Emma Thompson                         | önmaga                                |                                       | Ellen                                 | ABC                                   |                                       |
| Carol Burnett      | Theresa Stemple                       | Megőrülök érted                       | Mad About You                         | NBC                                   |                                       |                                       |
| Jan Hooks          | Vicki Dubcek                          | Űrbalekok                             | 3rd Rock from the Sun                 | NBC                                   |                                       |                                       |
| Patti LuPone       | Zora                                  | Frasier – A dumagép                   | Frasier                               | NBC                                   |                                       |                                       |
| Bette Midler       | Caprice Feldman                       |                                       | Murphy Brown                          | CBS                                   |                                       |                                       |
| 1999 (51. gála)    |                                       |                                       |                                       |                                       |                                       |                                       |
|                    | Tracey Ullman                         | Tracy Clark                           | Ally McBeal                           | Ally McBeal                           | Fox                                   |                                       |
| Christine Baranski | Dr. Nora Fairchild                    | Frasier – A dumagép                   | Frasier                               | NBC                                   |                                       |                                       |
| Piper Laurie       | Mrs. Mulhern                          | Frasier – A dumagép                   | Frasier                               | NBC                                   |                                       |                                       |
| Kathy Bates        | Charlotte Everly                      | Űrbalekok                             | 3rd Rock from the Sun                 | NBC                                   |                                       |                                       |
| Laurie Metcalf     | Jennifer                              | Űrbalekok                             | 3rd Rock from the Sun                 | NBC                                   |                                       |                                       |

1. ↑  Vendégszereplésért jelölték legjobb női főszereplő (vígjátéksorozat) kategóriában a Wings című sorozattal, de Candice Bergen nyert a Murphy Brown-nal.
2. ↑  Vendégszereplésért jelölték legjobb női mellékszereplő (vígjátéksorozat) kategóriában a Cheers című sorozattal, de Laurie Metcalf nyert a Roseanne-nal.

### 2000-es évek
| Év                  | Színésznő                  | Színésznő               | Szerep                  | Magyar cím            | Eredeti cím | Adó |
| 2000 (52. gála)     |                            |                         |                         |                       |             |     |
| ------------------- | -------------------------- | ----------------------- | ----------------------- | --------------------- | ----------- | --- |
| 2000 (52. gála)     |                            | Jean Smart              | Lorna Lynley            | Frasier – A dumagép   | Frasier     | NBC |
| 2000 (52. gála)     | Bea Arthur                 | Mrs. White              | Már megint Malcolm      | Malcolm in the Middle | Fox         |     |
| 2000 (52. gála)     | Cheri Oteri                | Cindy Monroe            | Divatalnokok            | Just Shoot Me!        | NBC         |     |
| 2000 (52. gála)     | Debbie Reynolds            | Bobbi Adler             | Will és Grace           | Will & Grace          | NBC         |     |
| 2000 (52. gála)     | Holland Taylor             | Letitia DeVine          |                         | The Lot               | AMC         |     |
| 2001 (53. gála)     |                            |                         |                         |                       |             |     |
|                     | Jean Smart                 | Lorna Lynley            | Frasier – A dumagép     | Frasier               | NBC         |     |
| Jami Gertz          | Kimmy Bishop               | Ally McBeal             | Ally McBeal             | Fox                   |             |     |
| Bernadette Peters   | Cassandra Lewis            | Ally McBeal             | Ally McBeal             | Fox                   |             |     |
| Cloris Leachman     | Ida nagymama               | Már megint Malcolm      | Malcolm in the Middle   | Fox                   |             |     |
| Susan Sarandon      | Cecilia Monroe             | Jóbarátok               | Friends                 | NBC                   |             |     |
| 2002 (54. gála)     |                            |                         |                         |                       |             |     |
|                     | Cloris Leachman            | Ida nagymama            | Már megint Malcolm      | Malcolm in the Middle | Fox         |     |
| Glenn Close         | Fannie Lieber              | Will és Grace           | Will & Grace            | NBC                   |             |     |
| Katherine Helmond   | Lois Paymer                | Szeretünk Raymond       | Everybody Loves Raymond | CBS                   |             |     |
| Susan Sarandon      | Meg Burbank                | Már megint Malcolm      | Malcolm in the Middle   | Fox                   |             |     |
| Frances Sternhagen  | Bunny MacDougal            | Szex és New York        | Sex and the City        | HBO                   |             |     |
| 2003 (55. gála)     |                            |                         |                         |                       |             |     |
|                     | Christina Applegate        | Amy Green               | Jóbarátok               | Friends               | NBC         |     |
| Georgia Engel       | Pat MacDougall             | Szeretünk Raymond       | Everybody Loves Raymond | CBS                   |             |     |
| Betty Garrett       | Molly Firth                |                         | Becker                  | CBS                   |             |     |
| Cloris Leachman     | Ida nagymama               | Már megint Malcolm      | Malcolm in the Middle   | Fox                   |             |     |
| Betty White         | Sylvia Weston              | Igen, drágám!           | Yes, Dear               | CBS                   |             |     |
| 2004 (56. gála)     |                            |                         |                         |                       |             |     |
|                     | Laura Linney               | Charlotte Novak         | Frasier – A dumagép     | Frasier               | NBC         |     |
| Christina Applegate | Amy Green                  | Jóbarátok               | Friends                 | NBC                   |             |     |
| Eileen Brennan      | Zandra Zoggin              | Will és Grace           | Will & Grace            | NBC                   |             |     |
| Georgia Engel       | Pat MacDougall             | Szeretünk Raymond       | Everybody Loves Raymond | CBS                   |             |     |
| Cloris Leachman     | Ida nagymama               | Már megint Malcolm      | Malcolm in the Middle   | Fox                   |             |     |
| 2005 (57. gála)     |                            |                         |                         |                       |             |     |
|                     | Kathryn Joosten            | Karen McCluskey         | Született feleségek     | Desperate Housewives  | ABC         |     |
| Blythe Danner       | Marilyn Truman             | Will és Grace           | Will & Grace            | NBC                   |             |     |
| Georgia Engel       | Pat MacDougall             | Szeretünk Raymond       | Everybody Loves Raymond | CBS                   |             |     |
| Cloris Leachman     | Ida nagymama               | Már megint Malcolm      | Malcolm in the Middle   | Fox                   |             |     |
| Lupe Ontiveros      | Juanita Solis              | Született feleségek     | Desperate Housewives    | ABC                   |             |     |
| 2006 (58. gála)     |                            |                         |                         |                       |             |     |
|                     | Cloris Leachman            | Ida nagymama            | Már megint Malcolm      | Malcolm in the Middle | Fox         |     |
| Blythe Danner       | Marilyn Truman             | Will és Grace           | Will & Grace            | NBC                   |             |     |
| Shirley Knight      | Phyllis Van De Kamp        | Született feleségek     | Desperate Housewives    | ABC                   |             |     |
| Laurie Metcalf      | Cora Cross                 | Monk – A flúgos nyomozó | Monk                    | USA                   |             |     |
| Kate Winslet        | önmaga                     | Futottak még…           | Extras                  | HBO                   |             |     |
| 2007 (59. gála)     |                            |                         |                         |                       |             |     |
|                     | Elaine Stritch             | Colleen Donaghy         | A stúdió                | 30 Rock               | NBC         |     |
| Dixie Carter        | Gloria Hodge               | Született feleségek     | Desperate Housewives    | ABC                   |             |     |
| Laurie Metcalf      | Carolyn Bigsby             | Született feleségek     | Desperate Housewives    | ABC                   |             |     |
| Salma Hayek         | Sofia Reyes                | Ki ez a lány?           | Ugly Betty              | ABC                   |             |     |
| Judith Light        | Claire Meade               | Ki ez a lány?           | Ugly Betty              | ABC                   |             |     |
| 2008 (60. gála)     |                            |                         |                         |                       |             |     |
|                     | Kathryn Joosten            | Karen McCluskey         | Született feleségek     | Desperate Housewives  | ABC         |     |
| Polly Bergen        | Stella Wingfield           | Született feleségek     | Desperate Housewives    | ABC                   |             |     |
| Edie Falco          | Celeste "C. C." Cunningham | A stúdió                | 30 Rock                 | NBC                   |             |     |
| Carrie Fisher       | Rosemary Howard            | A stúdió                | 30 Rock                 | NBC                   |             |     |
| Elaine Stritch      | Colleen Donaghy            | A stúdió                | 30 Rock                 | NBC                   |             |     |
| Sarah Silverman     | Marci Maven                | Monk – A flúgos nyomozó | Monk                    | USA                   |             |     |
| 2009 (61. gála)     |                            |                         |                         |                       |             |     |
|                     | Tina Fey                   | Sarah Palin             | Saturday Night Live     | Saturday Night Live   | NBC         |     |
| Jennifer Aniston    | Claire Harper              | A stúdió                | 30 Rock                 | NBC                   |             |     |
| Christine Baranski  | Dr. Beverly Hofstadter     | Agymenők                | The Big Bang Theory     | CBS                   |             |     |
| Gena Rowlands       | Marge Nassell              | Monk – A flúgos nyomozó | Monk                    | USA                   |             |     |
| Elaine Stritch      | Colleen Donaghy            | A stúdió                | 30 Rock                 | NBC                   |             |     |
| Betty White         | Grizelda Weezmer           | A nevem Earl            | My Name Is Earl         | NBC                   |             |     |

### 2010-es évek
| Év                         | Színésznő                  | Színésznő                        | Szerep                             | Magyar cím                      | Eredeti cím         | Adó |
| 2010 (62. gála)            |                            |                                  |                                    |                                 |                     |     |
| -------------------------- | -------------------------- | -------------------------------- | ---------------------------------- | ------------------------------- | ------------------- | --- |
| 2010 (62. gála)            |                            | Betty White                      | Több szereplő                      | Saturday Night Live             | Saturday Night Live | NBC |
| 2010 (62. gála)            | Christine Baranski         | Dr. Beverly Hofstadter           | Agymenők                           | The Big Bang Theory             | CBS                 |     |
| 2010 (62. gála)            | Kristin Chenoweth          | April Rhodes                     | Glee – Sztárok leszünk!            | Glee                            | Fox                 |     |
| 2010 (62. gála)            | Tina Fey                   | több szereplő                    | Saturday Night Live                | Saturday Night Live             | NBC                 |     |
| 2010 (62. gála)            | Kathryn Joosten            | Karen McCluskey                  | Született feleségek: Hajtóvadászat | Desperate Housewives: The Chase | ABC                 |     |
| 2010 (62. gála)            | Jane Lynch                 | Dr. Linda Freeman                | Két pasi – meg egy kicsi           | Two and a Half Men              | CBS                 |     |
| 2010 (62. gála)            | Elaine Stritch             | Colleen Donaghy                  | A stúdió                           | 30 Rock                         | NBC                 |     |
| 2011 (63. gála)            |                            |                                  |                                    |                                 |                     |     |
|                            | Gwyneth Paltrow            | Holly Holliday                   | Glee – Sztárok leszünk!            | Glee                            | Fox                 |     |
| Elizabeth Banks            | Avery Jessup-Donaghy       | A stúdió                         | 30 Rock                            | NBC                             |                     |     |
| Kristin Chenoweth          | April Rhodes               | Glee – Sztárok leszünk!          | Glee                               | Fox                             |                     |     |
| Dot-Marie Jones            | Beiste edző                | Glee – Sztárok leszünk!          | Glee                               | Fox                             |                     |     |
| Cloris Leachman            | Barbara "Maw Maw" Thompson | Nevelésből elégséges             | Raising Hope                       | Fox                             |                     |     |
| Tina Fey                   | több szereplő              | Saturday Night Live              | Saturday Night Live                | NBC                             |                     |     |
| 2012 (64. gála)            |                            |                                  |                                    |                                 |                     |     |
|                            | Kathy Bates                | Charlie Harper szelleme          | Két pasi – meg egy kicsi           | Two and a Half Men              | CBS                 |     |
| Elizabeth Banks            | Avery Jessup-Donaghy       | A stúdió                         | 30 Rock                            | NBC                             |                     |     |
| Margaret Cho               | Kim Dzsongil               | A stúdió                         | 30 Rock                            | NBC                             |                     |     |
| Dot-Marie Jones            | Beiste edző                | Glee – Sztárok leszünk!          | Glee                               | Fox                             |                     |     |
| Melissa McCarthy           | több szereplő              | Saturday Night Live              | Saturday Night Live                | NBC                             |                     |     |
| Maya Rudolph               | több szereplő              | Saturday Night Live              | Saturday Night Live                | NBC                             |                     |     |
| 2013 (65. gála)            |                            |                                  |                                    |                                 |                     |     |
|                            | Melissa Leo                | Laurie Burke                     | Louie                              | Louie                           | FX                  |     |
| Dot-Marie Jones            | Beiste edző                | Glee – Sztárok leszünk!          | Glee                               | Fox                             |                     |     |
| Melissa McCarthy           | több szereplő              | Saturday Night Live              | Saturday Night Live                | NBC                             |                     |     |
| Kristen Wiig               | több szereplő              | Saturday Night Live              | Saturday Night Live                | NBC                             |                     |     |
| Molly Shannon              | Eileen Foliente            | Megvilágosultam                  | Enlightened                        | HBO                             |                     |     |
| Elaine Stritch             | Colleen Donaghy            | A stúdió                         | 30 Rock                            | NBC                             |                     |     |
| 2014 (66. gála)            |                            |                                  |                                    |                                 |                     |     |
|                            | Uzo Aduba                  | Suzanne "Crazy Eyes" Warren      | Narancs az új fekete               | Orange Is the New Black         | Netflix             |     |
| Laverne Cox                | Sophia Burset              | Narancs az új fekete             | Orange Is the New Black            | Netflix                         |                     |     |
| Natasha Lyonne             | Nicole "Nicky" Nichols     | Narancs az új fekete             | Orange Is the New Black            | Netflix                         |                     |     |
| Joan Cusack                | Sheila Jackson             | Shameless – Szégyentelenek       | Shameless                          | Showtime                        |                     |     |
| Tina Fey                   | több szereplő              | Saturday Night Live              | Saturday Night Live                | NBC                             |                     |     |
| Melissa McCarthy           | több szereplő              | Saturday Night Live              | Saturday Night Live                | NBC                             |                     |     |
| 2015 (67. gála)            |                            |                                  |                                    |                                 |                     |     |
|                            | Joan Cusack                | Sheila Jackson                   | Shameless – Szégyentelenek         | Shameless                       | Showtime            |     |
| Pamela Adlon               | Pamela                     | Louie                            | Louie                              | FX                              |                     |     |
| Elizabeth Banks            | Sal                        | Modern család                    | Modern Family                      | ABC                             |                     |     |
| Christine Baranski         | Dr. Beverly Hofstadter     | Nagymenők                        | The Big Bang Theory                | CBS                             |                     |     |
| Tina Fey                   | Marcia                     | A megtörhetetlen Kimmy Schmidt   | Unbreakable Kimmy Schmidt          | Netflix                         |                     |     |
| Gaby Hoffmann              | Caroline Sackler           | Csajok                           | Girls                              | HBO                             |                     |     |
| 2016 (68. gála)            |                            |                                  |                                    |                                 |                     |     |
|                            | Tina Fey és Amy Poehler    | több szereplő                    | Saturday Night Live                | Saturday Night Live             | NBC                 |     |
| Christine Baranski         | Dr. Beverly Hofstadter     | Agymenők                         | The Big Bang Theory                | CBS                             |                     |     |
| Laurie Metcalf             | Mary Cooper                | Agymenők                         | The Big Bang Theory                | CBS                             |                     |     |
|                            | Melora Hardin              | Tammy Cashman                    | Nincs titok                        | Transparent                     | Amazon              |     |
| Melissa McCarthy           | több szereplő              | Saturday Night Live              | Saturday Night Live                | NBC                             |                     |     |
| Amy Schumer                | több szereplő              | Saturday Night Live              | Saturday Night Live                | NBC                             |                     |     |
| 2017 (69. gála)            |                            |                                  |                                    |                                 |                     |     |
|                            | Melissa McCarthy           | Több szereplő                    | Saturday Night Live                | Saturday Night Live             | NBC                 |     |
| Becky Ann Baker            | Loreen Horvath             | Csajok                           | Girls                              | HBO                             |                     |     |
| Angela Bassett             | Catherine                  | Master of None – Majdnem elég jó | Master of None                     | Netflix                         |                     |     |
| Carrie Fisher (posztumusz) | Mia Norris                 |                                  | Catastrophe                        | Amazon                          |                     |     |
| Wanda Sykes                | Daphne Lido                | Feketék fehéren                  | Black-ish                          | ABC                             |                     |     |
| Kristen Wiig               | több szereplő              | Saturday Night Live              | Saturday Night Live                | NBC                             |                     |     |
| 2018 (70. gála)            |                            |                                  |                                    |                                 |                     |     |
|                            | Tiffany Haddish            | több szereplő                    | Saturday Night Live                | Saturday Night Live             | NBC                 |     |
| Tina Fey                   | több szereplő              | Saturday Night Live              | Saturday Night Live                | NBC                             |                     |     |
| Jane Lynch                 | Sophie Lennon              | A káprázatos Mrs. Maisel         | The Marvelous Mrs. Maisel          | Amazon                          |                     |     |
| Maya Rudolph               | Gen bíró                   | A Jó Hely                        | The Good Place                     | NBC                             |                     |     |
| Molly Shannon              | Val Bassett                | Will és Grace                    | Will & Grace                       | NBC                             |                     |     |
| Wanda Sykes                | Daphne Lido                | Feketék fehéren                  | Black-ish                          | ABC                             |                     |     |
| 2019 (71. gála)            |                            |                                  |                                    |                                 |                     |     |
|                            | Jane Lynch                 | Sophie Lennon                    | A káprázatos Mrs. Maisel           | The Marvelous Mrs. Maisel       | Amazon              |     |
| Sandra Oh                  | több szereplő              | Saturday Night Live              | Saturday Night Live                | NBC                             |                     |     |
| Emma Thompson              | több szereplő              | Saturday Night Live              | Saturday Night Live                | NBC                             |                     |     |
| Maya Rudolph               | Gen bíró                   | A Jó Hely                        | The Good Place                     | NBC                             |                     |     |
| Kristin Scott Thomas       | Belinda Friers             | Bolhafészek                      | Fleabag                            | Amazon                          |                     |     |
| Fiona Shaw                 | tanácsadó                  | Bolhafészek                      | Fleabag                            | Amazon                          |                     |     |

### 2020-as évek
| Év                    | Színésznő              | Színésznő                     | Szerep                        | Magyar cím                | Eredeti cím         | Adó |
| 2020 (72. gála)       |                        |                               |                               |                           |                     |     |
| --------------------- | ---------------------- | ----------------------------- | ----------------------------- | ------------------------- | ------------------- | --- |
| 2020 (72. gála)       |                        | Maya Rudolph                  | Kamala Harris                 | Saturday Night Live       | Saturday Night Live | NBC |
| 2020 (72. gála)       | Angela Bassett         | Mo                            | Fekete hölgyek szkeccs showja | A Black Lady Sketch Show  | HBO                 |     |
| 2020 (72. gála)       | Bette Midler           | Hadassah Gold                 | A politikus                   | The Politician            | Netflix             |     |
| 2020 (72. gála)       | Maya Rudolph           | Gen bíró                      | A Jó Hely                     | The Good Place            | NBC                 |     |
| 2020 (72. gála)       | Wanda Sykes            | Moms Mabley                   | A káprázatos Mrs. Maisel      | The Marvelous Mrs. Maisel | Amazon              |     |
| 2020 (72. gála)       | Phoebe Waller-Bridge   | több szereplő                 | Saturday Night Live           | Saturday Night Live       | NBC                 |     |
| 2021 (73. gála)       |                        |                               |                               |                           |                     |     |
|                       | Maya Rudolph           | Több szereplő                 | Saturday Night Live           | Saturday Night Live       | NBC                 |     |
| Jane Adams            | Nina Daniels           | Hacks – A pénz beszél         | Hacks                         | HBO Max                   |                     |     |
| Yvette Nicole Brown   | Anita Harper bíró      | Fekete hölgyek szkeccs showja | A Black Lady Sketch Show      | HBO                       |                     |     |
| Issa Rae              | Jess                   | Fekete hölgyek szkeccs showja | A Black Lady Sketch Show      | HBO                       |                     |     |
| Bernadette Peters     | Deb                    |                               | Zoey's Extraordinary Playlist | NBC                       |                     |     |
| Kristen Wiig          | több szereplő          | Saturday Night Live           | Saturday Night Live           | NBC                       |                     |     |
| 2022 (74. gála)       |                        |                               |                               |                           |                     |     |
|                       | Laurie Metcalf         | Weed                          | Hacks – A pénz beszél         | Hacks                     | HBO Max             |     |
| Jane Adams            | Nina Daniels           | Hacks – A pénz beszél         | Hacks                         | HBO Max                   |                     |     |
| Harriet Sansom Harris | Susan                  | Hacks – A pénz beszél         | Hacks                         | HBO Max                   |                     |     |
| Kaitlin Olson         | Deborah "DJ" Vance Jr. | Hacks – A pénz beszél         | Hacks                         | HBO Max                   |                     |     |
| Jane Lynch            | Sazz Pataki            | Gyilkos a házban              | Only Murders in the Building  | Hulu                      |                     |     |
| Harriet Walter        | Deborah Welton         | Ted Lasso                     | Ted Lasso                     | Apple TV+                 |                     |     |
| 2023 (75. gála)       |                        |                               |                               |                           |                     |     |
|                       | Judith Light           | Irene Smothers                | Poker Face                    | Poker Face                | Peacock             |     |
| Becky Ann Baker       | Dottie Lasso           | Ted Lasso                     | Ted Lasso                     | Apple TV+                 |                     |     |
| Sarah Niles           | Dr. Sharon Fieldstone  | Ted Lasso                     | Ted Lasso                     | Apple TV+                 |                     |     |
| Harriet Walter        | Deborah Welton         | Ted Lasso                     | Ted Lasso                     | Apple TV+                 |                     |     |
| Quinta Brunson        | házigazda              | Saturday Night Live           | Saturday Night Live           | NBC                       |                     |     |
| Taraji P. Henson      | Vanetta Teagues        | Abbott Általános Iskola       | Abbott Elementary             | ABC                       |                     |     |
| 2024 (76. gála)       |                        |                               |                               |                           |                     |     |
|                       | Jamie Lee Curtis       | Donna Berzatto                | A mackó                       | The Bear                  | FX                  |     |
| Olivia Colman         | Terry séf              | A mackó                       | The Bear                      | FX                        |                     |     |
| Kaitlin Olson         | Deborah "DJ" Vance Jr. | Hacks – A pénz beszél         | Hacks                         | HBO Max                   |                     |     |
| Da’Vine Joy Randolph  | Donna Williams         | Gyilkos a házban              | Only Murders in the Building  | Hulu                      |                     |     |
| Maya Rudolph          | több szereplő          | Saturday Night Live           | Saturday Night Live           | NBC                       |                     |     |
| Kristen Wiig          | több szereplő          | Saturday Night Live           | Saturday Night Live           | NBC                       |                     |     |

## Fordítás
- Ez a szócikk részben vagy egészben  a   Primetime Emmy Award for Outstanding Guest Actress in a Comedy Series című angol Wikipédia-szócikk ezen változatának fordításán alapul.  Az eredeti cikk szerkesztőit annak laptörténete sorolja fel. Ez a jelzés csupán a megfogalmazás eredetét és a szerzői jogokat jelzi, nem szolgál a cikkben szereplő információk forrásmegjelöléseként.